# Bong Joon-ho
Bong Joon-ho (봉준호?; IPA: [poːŋ tɕuːnho]; Daegu, 14 settembre 1969) è un regista, sceneggiatore e produttore cinematografico sudcoreano.
Considerato uno dei migliori registi sudcoreani, i suoi film sono spesso incentrati su tematiche sociali e presentano una unione tra generi cinematografici. Nel 2017 Metacritic ha posizionato Bong al numero 13 nella lista dei 25 migliori registi del XXI secolo.
Nel 2020, grazie all'acclamato film Parasite, di cui è regista, sceneggiatore e produttore, si aggiudica la Palma d'Oro al festival di Cannes e successivamente tre Premi Oscar: alla miglior sceneggiatura originale, al miglior regista e al miglior film. Parasite, votato anche come miglior film straniero, risulta inoltre il film più premiato della serata.

## Biografia
Figlio di un designer, si laurea in sociologia all'Università Yonsei sul finire degli anni ottanta. Già appassionato di cinema sin dall'adolescenza, durante gli anni universitari diviene membro di un Cine Club, in cui ha modo di vedere pellicole di grandi registi quali Shōhei Imamura e Hou Hsiao-hsien.
Nel 2003 si pone all'attenzione della critica, sia coreana che internazionale, con il film Memories of Murder, un giallo basato su una storia realmente accaduta. Il film ottiene un gran successo di pubblico e vince premi in diversi festival internazionali, quali il Festival del film poliziesco di Cognac, il Festival internazionale del cinema di San Sebastián e il Torino Film Festival.
Nel 2006 gira il monster movie campione di incassi The Host, che viene presentato al Festival di Cannes 2006. Nel 2009 realizza il thriller Madre. Nel 2011 viene scelto come presidente di giuria al Festival di Cannes, nella sezione Caméra d'or. Nel 2013 dirige il film Snowpiercer, che rappresenta il debutto cinematografico in lingua inglese per il regista sudcoreano.
Nel 2017 è la volta di Okja, distribuito da Netflix, mentre nel 2019 si aggiudica la Palma d'oro a Cannes con il film Parasite, per il quale riceve anche quattro statuette ai Premi Oscar nel 2020, come miglior film, miglior film in lingua straniera, miglior regia e miglior sceneggiatura originale.

## Filmografia

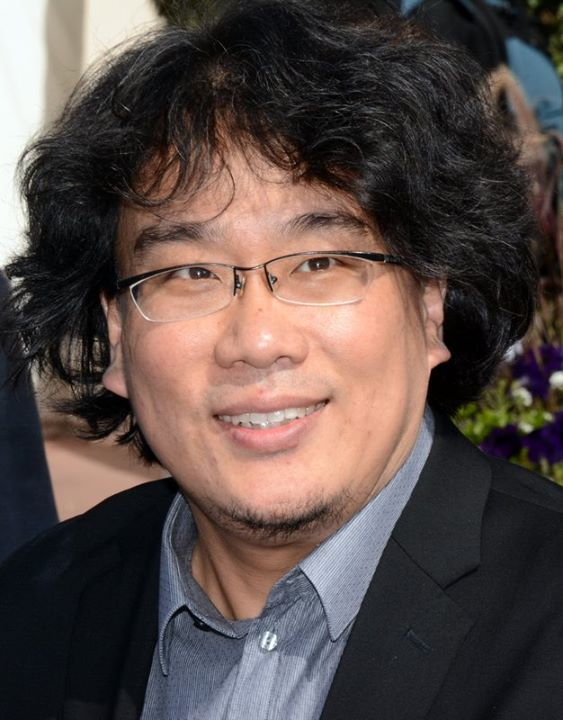
Bong Joon-ho al Festival di Deauville 2013

### Regista e sceneggiatore

#### Cinema
- Cane che abbaia non morde - Barking Dogs Never Bite (Peullandaseu-ui gae) (2000)
- Memorie di un assassino - Memories of Murder (Salinui chueok) (2003)
- The Host (Gwoemul) (2006)
- Madre (Madeo) (2009)
- Snowpiercer (Seolgug-yeolcha) (2013)
- Okja (2017)
- Parasite (Gisaengchung) (2019)
- Mickey 17 (2025)

#### Cortometraggi
- Shaking Tokyo, episodio di Tokyo! (2008)

### Produttore
- Okja, regia di Bong Joon-ho (2017)
- Parasite (Gisaengchung), regia di Bong Joon-ho (2019)
- Mickey 17, regia di Bong Joon-ho (2025)

## Riconoscimenti
- Premio Oscar
  - 2020 – Miglior film per Parasite
  - 2020 – Miglior regista per Parasite
  - 2020 - Miglior film internazionale
  - 2020 – Miglior sceneggiatura originale per Parasite

- Golden Globe
  - 2020 – Miglior film in lingua straniera per Parasite
  - 2020 – Candidatura al miglior regista per Parasite
  - 2020 – Candidatura alla migliore sceneggiatura per Parasite

- Premio BAFTA
  - 2020 – Candidatura al miglior film per Parasite
  - 2020 – Miglior film non in lingua inglese per Parasite
  - 2020 – Candidatura al miglior regista per Parasite
  - 2020 – Migliore sceneggiatura originale per Parasite

- Critics' Choice Award
  - 2020 – Miglior regista per Parasite (ex aequo con Sam Mendes per 1917)
  - 2020 – Candidatura alla migliore sceneggiatura originale per Parasite

- Festival di Cannes
  - 2008 – Candidatura al Premio Un Certain Regard per Tokyo!
  - 2009 – Candidatura al Premio Un Certain Regard per Madre
  - 2017 – Candidatura alla Palma d'oro per Okja
  - 2019 – Palma d'oro per Parasite